# Asunojokei
Asunojokei ist eine im Jahr 2014 gegründete Post-Black-Metal-/Blackgaze-Band aus Taitō.

## Geschichte
Gegründet wurde Asunojokei, dessen Name übersetzt Scenery of Tomorrow heißt, im Jahr 2014 in Taitō, einem Ort in der Nähe der japanischen Hauptstadt Tokio durch den Sänger Daiki Nuno, den Gitarristen Kei Toriki, den Bassisten Takuya Seki und dem Schlagzeuger Saitō. 2015 veröffentlichte das Quartett eine Demo mit zwei Stücken. Im Jahr 2016 erschien mit A Bird in the Fault eine EP zunächst im Eigenverlag. Später wurde diese EP durch das chinesische Label Pest Productions außerhalb Japans veröffentlicht. Mit Awakening folgte 2018 das Debütalbum, welches abermals bei Pest Productions auf internationaler Ebene erschien. Im Jahr 2020 brachte die Gruppe eine Split-Veröffentlichung mit der kanadischen Band Unreqvited über Tear Water Records heraus. Im Oktober 2019 erschien eine 4-Way-Split unter dem Titel Two, bei der auch Gruppen wie Pale, Nhomme und Tochu-Kasu beteiligt sind. Im Dezember gleichen Jahres erschien mit Wishes eine zweite EP.
Im November 2018 spielte die Gruppe fünf Konzerte in der Volksrepublik China. Ende Januar 2021 wurde bekannt, dass die Gruppe mit City of Commerce ein Lied für den Spiele-Soundtrack zum Videospiel NieR Replicant beisteuern. Am 17. August 2022 erschien mit Island das zweite vollwertige Album der Japaner. Das Album stieg auf Platz 224 in den japanischen Albumcharts ein.
Im Mai 2023 tourte die Gruppe als Support für die Rock- und Metal-Band Boris erstmals in Europa.

## Musik
In der Reihe Bandcamp Beauties, veröffentlicht in der Rubrik Metalsplitter des Onlinemagazins Laut.de, wurde Asunojokei am 26. August 2020 vorgestellt. In dieser Bandvorstellung heißt es etwa, dass die Musiker in der Musik der Gruppe gefühlt zehn Bands miteinander vereinen. Musikalisch bewege sich die Gruppe irgendwo zwischen Post-Metal, Black Metal, Hardcore, Djent, Prog und dem „Wahnsinn Dir en greys“. Weiterhin sind auch Einflüsse aus dem Math-Rock und dem Shoegazing heraushörbar.
Die Musik der Gruppe wird mit Kvelertak und Deafheaven verglichen.
Die Liedtexte basieren teilweise auf Light Novels und japanischer Populärliteratur.

## Diskografie
- 2015: Demo (Download-Demo, Selbstverlag, kostenlos auf Bandcamp erhältlich)
- 2016: A Bird in the Fault (EP, Selbstverlag, Vertrieb außerhalb Japans durch Pest Productions)
- 2018: Awakening (Album, Selbstverlag, Vertrieb außerhalb Japans durch Pest Productions)
- 2019: Two (4-Way-Split mit Pale, Nhomme und Tochu-Kaso, Selbstverlag)
- 2020: Nocturne (Split-Veröffentlichung mit Unreqvited, Tear Water Records)
- 2020: Wishes (EP, Selbstverlag)
- 2022: Island (Album, Selbstverlag)
- 2025: Think of You (Album, Naghibloom)